# Irving Cohen
Irving Cohen (auch „Big Gangi“ oder „Jack Gordon II“; * 2. Januar 1904 in Vilnius, Gouvernement Wilna, Russisches Kaiserreich; † 25. Juni 1991 in Scottsdale, Arizona) war ein US-amerikanischer Schauspieler und Boxmanager. Vor dieser – letztlich kurzen Karriere – war er als Kosher-Nostra-Mitglied der berüchtigten Murder, Inc. und, nachdem er in die Bedeutungslosigkeit verschwunden war, gab es Vermutungen, er wäre bereits in den 1970er Jahren verstorben.

## Leben
Seine Karriere als Schauspieler und Boxmanager begann, nachdem er in Panik aus New York City nach Hollywood geflüchtet war.
Cohen war ein Freund und Partner von Walter Sage. Dieser betrieb Glücksspielautomaten in Catskill Mountains mit Genehmigung seiner Kameraden aus der Murder, Inc., denen er Anteile zahlen sollte, wobei er aber nicht korrekt abgerechnet haben soll. Abe Reles – Kopf der Bande in Brooklyn – beschloss deshalb die Ermordung von Sage, wobei Cohen als Lockvogel eingesetzt wurde.
Darüber hinaus soll Cohen mit einem Eispickel 54 Mal selbst auf Sage eingestochen haben. Als er bei der brutalen Tat (vermutlich eher irrtümlich) selbst durch Messerstiche verletzt wurde, gelangte er zu der Auffassung auch er würde nun getötet und floh.
Er änderte seinen Namen und erhielt als Jack Gordon II 1939 in Hollywood eine Rolle in Rouben Mamoulians Film Golden Boy als ehemaliger Boxer „Pug Mops“. Cohen – den Red Levine im Film erkannt hatte – und Jacob „Jack“ Dragner, ein weiterer Tatbeteiligter im Sage-Fall, wurden wie andere Mitglieder der Murder, Inc. schließlich vor Gericht gestellt. Cohen wurde am 21. Juni 1940 freigesprochen.
Von 1935 bis 1965 war Cohen außerdem Boxmanager; zu seinen Klienten gehörten Rocky Graziano, Walter Cartier, Irish Bob Murphy und Billy Graham. Anfang der 1960er war er Leiter des „Gym“ von Lou Stillman in New York City geworden und arrangierte Boxkämpfe in St. Nicholas Rink und in Sunnyside Gardens (Queens).
Mit dem Untergang der „Murder, Inc.“ verschwand letztlich bald auch der Bedarf an Schauspielern, die auch wie derartige Gangster aussahen und der Typ von Cohen war nicht mehr gefragt. Einer seiner letzten Einsätze als Schauspieler soll 1965 ein Stunt in der Serie Bonanza gewesen sein.
Er starb am 25. Juni 1991 im Scottsdale Memorial Hospital in Arizona und wurde im Los Angeles County beigesetzt.

## Filmografie
- 1939: Golden Boy; Boxerfilm
- 1945: Crime, Inc., Gangsterfilm
- 1947: Under The Tonto Rim, Western
- 1949: Der Mann, der herrschen wollte (OT: All The King's Men), politisches Drama
- 1958: Reporter der Liebe (OT: Teacher's Pet), Komödie

## Biografischer Kurzfilm
- Azi Rahmann: American Dream[11]